# Vankomicin
Vankomicin je glikopeptidni antibiotik indiciran za liječenje teških infekcija opasnih po život. Primjenjuje se intravenski. Peroralno se slabo resorbira pa se zato peroralno primjenjuje jedino za liječenje enterokolitisa i pseudomembranoznog kolitisa koje uzrokuje Clostridium difficile. Rezistencija stafilokoka pri liječenju vankomicinom javlja se vrlo rijetko. 
Vankomicin je indiciran za liječenje teških infekcija koje uzrokuju gram-pozitivni mikroorganizmi koji nisu osjetljivi na druge antimikrobne lijekove, odnosno u bolesnika s poznatom alergijom na peniciline i cefalosporine.